# Mistrovství Evropy v basketbalu mužů 1955
9. mistrovství Evropy  v basketbalu proběhlo v dnech 7. – 19. června v Budapešti v Maďarsku.
Turnaje se zúčastnilo 18 týmů, rozdělených do dvou čtyřčlenných a dvou pětičlenných skupin. První dva týmy postoupily do finálové skupiny. Týmy na třetím až pátém místě hrály o 9. – 18. místo. Mistrem Evropy se stalo družstvo Maďarska.

## Výsledky a tabulky

### Základní skupiny

#### Skupina A
|    |            | POL    | YUG   | FRA   | AUT   | ENG    | V | P | Skóre   | B |
| 1. | Polsko     | ***    | 69:64 | 57:55 | 80:50 | 140:44 | 4 | 0 | 346:213 | 8 |
| 2. | Jugoslávie | 64:69  | ***   | 40:37 | 68:61 | 98:53  | 3 | 1 | 270:220 | 7 |
| 3. | Francie    | 55:57  | 37:40 | ***   | 72:56 | 97:50  | 2 | 2 | 261:203 | 6 |
| 4. | Rakousko   | 50:80  | 61:68 | 56:72 | ***   | 69:48  | 1 | 3 | 236:268 | 5 |
| 5. | Anglie     | 44:140 | 53:98 | 50:97 | 48:69 | ***    | 0 | 4 | 195:404 | 4 |

| 7. června 1955 19:00 | Zpráva | Francie                    | 72 – 56 | Rakousko          |  | Puskás Ferenc Stadion, Budapešť Rozhodčí: Erwin Kassai (HUN) |
| 7. června 1955 19:00 | Zpráva | Skóre po poločasech: 35:28 |         |                   |  | Puskás Ferenc Stadion, Budapešť Rozhodčí: Erwin Kassai (HUN) |
| 7. června 1955 19:00 | Zpráva | Robert Monclar 19          | Body    | Karl Privoznik 19 |  | Puskás Ferenc Stadion, Budapešť Rozhodčí: Erwin Kassai (HUN) |

| 7. června 1955 20:00 | Zpráva | Polsko                     | 69 – 64 | Jugoslávie      |  | Sportcsarnok, Budapešť Rozhodčí: Vladimir Kostin (URS), Pietro Reverberi (ITA) |
| 7. června 1955 20:00 | Zpráva | Skóre po poločasech: 39:25 |         |                 |  | Sportcsarnok, Budapešť Rozhodčí: Vladimir Kostin (URS), Pietro Reverberi (ITA) |
| 7. června 1955 20:00 | Zpráva | Jerzy Sterenga 18          | Body    | Bogdan Miler 21 |  | Sportcsarnok, Budapešť Rozhodčí: Vladimir Kostin (URS), Pietro Reverberi (ITA) |

| 8. června 1955 13:00 | Zpráva | Polsko                     | 80 – 50 | Rakousko         |  | Puskás Ferenc Stadion, Budapešť Rozhodčí: Pietro Reverberi (ITA), Zoltan Csanyi (HUN) |
| 8. června 1955 13:00 | Zpráva | Skóre po poločasech: 26:26 |         |                  |  | Puskás Ferenc Stadion, Budapešť Rozhodčí: Pietro Reverberi (ITA), Zoltan Csanyi (HUN) |
| 8. června 1955 13:00 | Zpráva | Slawomir Zlotiewicz 17     | Body    | Johann Karall 14 |  | Puskás Ferenc Stadion, Budapešť Rozhodčí: Pietro Reverberi (ITA), Zoltan Csanyi (HUN) |

| 8. června 1955 13:30 | Zpráva | Anglie                     | 50 – 97 | Francie               |  | Sportcsarnok, Budapešť Rozhodčí: Giordano Andri(ITA), Léon Brosius(LUX) |
| 8. června 1955 13:30 | Zpráva | Skóre po poločasech: 16:45 |         |                       |  | Sportcsarnok, Budapešť Rozhodčí: Giordano Andri(ITA), Léon Brosius(LUX) |
| 8. června 1955 13:30 | Zpráva | Michael Roblou 17          | Body    | Jacques Freimuller 14 |  | Sportcsarnok, Budapešť Rozhodčí: Giordano Andri(ITA), Léon Brosius(LUX) |

| 9. června 1955 8:30 | Zpráva | Anglie                     | 44 – 140 | Polsko              |  | Puskás Ferenc Stadion, Budapešť Rozhodčí: Erwin Kassai (HUN) |
| 9. června 1955 8:30 | Zpráva | Skóre po poločasech: 31:65 |          |                     |  | Puskás Ferenc Stadion, Budapešť Rozhodčí: Erwin Kassai (HUN) |
| 9. června 1955 8:30 | Zpráva | Dennis Wilkinson 14        | Body     | Wladyslaw Pawlak 24 |  | Puskás Ferenc Stadion, Budapešť Rozhodčí: Erwin Kassai (HUN) |

| 9. června 1955 22:00 | Zpráva | Jugoslávie                                     | 68 – 61 | Rakousko          | prodl. | Puskás Ferenc Stadion, Budapešť Rozhodčí: Tibor Lehoczki(HUN), Emile Golay (SUI) |
| 9. června 1955 22:00 | Zpráva | Skóre po poločasech: 37:35, 58:58 Prodl.: 10:3 |         |                   | prodl. | Puskás Ferenc Stadion, Budapešť Rozhodčí: Tibor Lehoczki(HUN), Emile Golay (SUI) |
| 9. června 1955 22:00 | Zpráva | Milan Bjegojevic 19                            | Body    | Karl Privoznik 13 | prodl. | Puskás Ferenc Stadion, Budapešť Rozhodčí: Tibor Lehoczki(HUN), Emile Golay (SUI) |

| 10. června 1955 11:30 | Zpráva | Jugoslávie                 | 98 – 53 | Anglie            |  | Puskás Ferenc Stadion, Budapešť Rozhodčí: Giordano Andri (ITA), Ali Strunke (SWE) |
| 10. června 1955 11:30 | Zpráva | Skóre po poločasech: 51:25 |         |                   |  | Puskás Ferenc Stadion, Budapešť Rozhodčí: Giordano Andri (ITA), Ali Strunke (SWE) |
| 10. června 1955 11:30 | Zpráva | Vilmos Loci 16             | Body    | Michael Roblou 19 |  | Puskás Ferenc Stadion, Budapešť Rozhodčí: Giordano Andri (ITA), Ali Strunke (SWE) |

| 10. června 1955 16:00 | Zpráva | Francie                    | 55 – 57 | Polsko           |  | Puskás Ferenc Stadion, Budapešť Rozhodčí: Erwin Kassai (HUN), Turgut Atakol(TUR) |
| 10. června 1955 16:00 | Zpráva | Skóre po poločasech: 13:20 |         |                  |  | Puskás Ferenc Stadion, Budapešť Rozhodčí: Erwin Kassai (HUN), Turgut Atakol(TUR) |
| 10. června 1955 16:00 | Zpráva | Jean-Paul Beugnot 15       | Body    | Wincent Wawro 21 |  | Puskás Ferenc Stadion, Budapešť Rozhodčí: Erwin Kassai (HUN), Turgut Atakol(TUR) |

| 11. června 1955 8:30 | Zpráva | Rakousko                   | 69 – 48 | Anglie        |  | Puskás Ferenc Stadion, Budapešť Rozhodčí: Laszlo Novakovszki(HUN), Constantin Armasescu (ROU) |
| 11. června 1955 8:30 | Zpráva | Skóre po poločasech: 34:27 |         |               |  | Puskás Ferenc Stadion, Budapešť Rozhodčí: Laszlo Novakovszki(HUN), Constantin Armasescu (ROU) |
| 11. června 1955 8:30 | Zpráva | Karl Privoznik 31          | Body    | Alan Bruce 16 |  | Puskás Ferenc Stadion, Budapešť Rozhodčí: Laszlo Novakovszki(HUN), Constantin Armasescu (ROU) |

| 11. června 1955 10:00 | Zpráva | Francie                    | 37 – 40 | Jugoslávie         |  | Puskás Ferenc Stadion, Budapešť Rozhodčí: Léon Brosius(LUX) |
| 11. června 1955 10:00 | Zpráva | Skóre po poločasech: 20:21 |         |                    |  | Puskás Ferenc Stadion, Budapešť Rozhodčí: Léon Brosius(LUX) |
| 11. června 1955 10:00 | Zpráva | Jean-Paul Beugnot 10       | Body    | Borislav Curcic 20 |  | Puskás Ferenc Stadion, Budapešť Rozhodčí: Léon Brosius(LUX) |

#### Skupina B
|    |          | HUN   | ITA   | TUR   | FIN   | V | P | Skóre   | B |
| 1. | Maďarsko | ***   | 75:58 | 66:55 | 94:58 | 3 | 0 | 235:171 | 6 |
| 2. | Itálie   | 58:75 | ***   | 86:63 | 89:59 | 2 | 1 | 233:197 | 5 |
| 3. | Turecko  | 55:66 | 63:86 | ***   | 83:66 | 1 | 2 | 201:215 | 4 |
| 4. | Finsko   | 58:94 | 59:89 | 66:83 | ***   | 0 | 3 | 183:266 | 3 |

| 8. června 1955 12:00 | Zprávy | Itálie                     | 86 – 63 | Turecko          |  | Sportcsarnok, Budapešť Rozhodčí: Robert Blanchard (FRA), Sergej Sinjakov |
| 8. června 1955 12:00 | Zprávy | Skóre po poločasech: 38:32 |         |                  |  | Sportcsarnok, Budapešť Rozhodčí: Robert Blanchard (FRA), Sergej Sinjakov |
| 8. června 1955 12:00 | Zprávy | Adelino Costanzo 19        | Body    | Yalcin Granit 31 |  | Sportcsarnok, Budapešť Rozhodčí: Robert Blanchard (FRA), Sergej Sinjakov |

| 8. června 1955 21:00 | Zpráva | Maďarsko                   | 94 – 58 | Finsko         |  | Puskás Ferenc Stadion, Budapešť Rozhodčí: Vladimir Kostin (URS) |
| 8. června 1955 21:00 | Zpráva | Skóre po poločasech: 47:24 |         |                |  | Puskás Ferenc Stadion, Budapešť Rozhodčí: Vladimir Kostin (URS) |
| 8. června 1955 21:00 | Zpráva | Tibor Zsiros 25            | Body    | Timo Lampen 17 |  | Puskás Ferenc Stadion, Budapešť Rozhodčí: Vladimir Kostin (URS) |

| 9. června 1955 17:30 | Zpráva | Finsko                     | 66 – 83 | Turecko          |  | Puskás Ferenc Stadion, Budapešť Rozhodčí: Miodrag Stefanovič (YUG), Constantin Armasescu (ROU) |
| 9. června 1955 17:30 | Zpráva | Skóre po poločasech: 22:37 |         |                  |  | Puskás Ferenc Stadion, Budapešť Rozhodčí: Miodrag Stefanovič (YUG), Constantin Armasescu (ROU) |
| 9. června 1955 17:30 | Zpráva | Raimo Lindholm 17          | Body    | Yalcin Granit 37 |  | Puskás Ferenc Stadion, Budapešť Rozhodčí: Miodrag Stefanovič (YUG), Constantin Armasescu (ROU) |

| 9. června 1955 19:00 | Zpráva | Maďarsko                   | 75 – 58 | Itálie          |  | Puskás Ferenc Stadion, Budapešť Rozhodčí: Antoine Skiloyannis (GRE) |
| 9. června 1955 19:00 | Zpráva | Skóre po poločasech: 32:24 |         |                 |  | Puskás Ferenc Stadion, Budapešť Rozhodčí: Antoine Skiloyannis (GRE) |
| 9. června 1955 19:00 | Zpráva | Tibor Zsiros 32            | Body    | Stelio Posar 10 |  | Puskás Ferenc Stadion, Budapešť Rozhodčí: Antoine Skiloyannis (GRE) |

| 10. června 1955 17:30 | Zpráva | Itálie                     | 88 – 59 | Finsko            |  | Puskás Ferenc Stadion, Budapešť Rozhodčí: Robert Blanchard (FRA), Sergej Sinjakov |
| 10. června 1955 17:30 | Zpráva | Skóre po poločasech: 38:27 |         |                   |  | Puskás Ferenc Stadion, Budapešť Rozhodčí: Robert Blanchard (FRA), Sergej Sinjakov |
| 10. června 1955 17:30 | Zpráva | Adelino Costanzo 17        | Body    | Raimo Lindholm 14 |  | Puskás Ferenc Stadion, Budapešť Rozhodčí: Robert Blanchard (FRA), Sergej Sinjakov |

| 10. června 1955 19:00 | Zpráva | Turecko                    | 55 – 66 | Maďarsko     |  | Puskás Ferenc Stadion, Budapešť Rozhodčí: Antoine Skiloyannis (GRE), Vladimír Novotný (TCH) |
| 10. června 1955 19:00 | Zpráva | Skóre po poločasech: 25:31 |         |              |  | Puskás Ferenc Stadion, Budapešť Rozhodčí: Antoine Skiloyannis (GRE), Vladimír Novotný (TCH) |
| 10. června 1955 19:00 | Zpráva | Altan Dincer 15            | Body    | Pal Bogar 13 |  | Puskás Ferenc Stadion, Budapešť Rozhodčí: Antoine Skiloyannis (GRE), Vladimír Novotný (TCH) |

#### Skupina C
|    |             | URS    | ROM   | SUI   | SWE    | LUC    | V | P | Skóre   | B |
| 1. | SSSR        | ***    | 79:63 | 87:49 | 103:31 | 103:36 | 4 | 0 | 372:179 | 8 |
| 2. | Rumunsko    | 63:79  | ***   | 63:39 | 86:52  | 68:40  | 3 | 1 | 280:210 | 7 |
| 3. | Švýcarsko   | 49:87  | 39:63 | ***   | 72:52  | 73:50  | 2 | 2 | 233:252 | 6 |
| 4. | Švédsko     | 31:103 | 52:86 | 52:72 | ***    | 54:53  | 1 | 3 | 189:314 | 5 |
| 5. | Lucembursko | 36:103 | 40:68 | 50:73 | 53:54  | ***    | 0 | 4 | 179:298 | 4 |

| 7. června 1955 18:30 | Zpráva | Švédsko                    | 52 – 72 | Švýcarsko             |  | Sportcsarnok, Budapešť Rozhodčí: Antoine Skiloyannis (GRE), Wladyslaw Twardo(POL) |
| 7. června 1955 18:30 | Zpráva | Skóre po poločasech: 31:43 |         |                       |  | Sportcsarnok, Budapešť Rozhodčí: Antoine Skiloyannis (GRE), Wladyslaw Twardo(POL) |
| 7. června 1955 18:30 | Zpráva | Bo Widen 18                | Body    | Jean-Pierre Voisin 39 |  | Sportcsarnok, Budapešť Rozhodčí: Antoine Skiloyannis (GRE), Wladyslaw Twardo(POL) |

| 7. června 1955 20:30 | Zpráva | Lucembursko                | 36 – 103 | SSSR              |  | Puskás Ferenc Stadion, Budapešť Rozhodčí: Robert Blanchard (FRA), Laszlo Novakovszki (HUN) |
| 7. června 1955 20:30 | Zpráva | Skóre po poločasech: 20:59 |          |                   |  | Puskás Ferenc Stadion, Budapešť Rozhodčí: Robert Blanchard (FRA), Laszlo Novakovszki (HUN) |
| 7. června 1955 20:30 | Zpráva | Paul Kemp 16               | Body     | Lev Rečetnikov 18 |  | Puskás Ferenc Stadion, Budapešť Rozhodčí: Robert Blanchard (FRA), Laszlo Novakovszki (HUN) |

| 8. června 1955 8:30 | Zpráva | Švédsko                    | 54 – 53 | Lucembursko     |  | Sportcsarnok, Budapešť Rozhodčí: Miodrag Stefanovič (YUG), Turgut Atakol (TUR) |
| 8. června 1955 8:30 | Zpráva | Skóre po poločasech: 25:22 |         |                 |  | Sportcsarnok, Budapešť Rozhodčí: Miodrag Stefanovič (YUG), Turgut Atakol (TUR) |
| 8. června 1955 8:30 | Zpráva | Bo Widen 14                | Body    | John Kieffer 17 |  | Sportcsarnok, Budapešť Rozhodčí: Miodrag Stefanovič (YUG), Turgut Atakol (TUR) |

| 8. června 1955 19:00 | Zpráva | Rumunsko                   | 63 – 79 | SSSR               |  | Puskás Ferenc Stadion, Budapešť Rozhodčí: Vladimir Novotný (TCH), Ferenc Velkei (HUN) |
| 8. června 1955 19:00 | Zpráva | Skóre po poločasech: 37:40 |         |                    |  | Puskás Ferenc Stadion, Budapešť Rozhodčí: Vladimir Novotný (TCH), Ferenc Velkei (HUN) |
| 8. června 1955 19:00 | Zpráva | Emanoil Raducanu 15        | Body    | Vladimir Torban 22 |  | Puskás Ferenc Stadion, Budapešť Rozhodčí: Vladimir Novotný (TCH), Ferenc Velkei (HUN) |

| 9. června 1955 11:30 | Zpráva | Švýcarsko                  | 73 – 50 | Lucembursko  |  | Puskás Ferenc Stadion, Budapešť Rozhodčí: Branimir Volfer (YUG), Otto Seile (GER) |
| 9. června 1955 11:30 | Zpráva | Skóre po poločasech: 34:13 |         |              |  | Puskás Ferenc Stadion, Budapešť Rozhodčí: Branimir Volfer (YUG), Otto Seile (GER) |
| 9. června 1955 11:30 | Zpráva | Pierre Albrecht 10         | Body    | Paul Kemp 16 |  | Puskás Ferenc Stadion, Budapešť Rozhodčí: Branimir Volfer (YUG), Otto Seile (GER) |

| 9. června 1955 20:30 | Zpráva | Rumunsko                   | 86 – 52 | Švédsko     |  | Puskás Ferenc Stadion, Budapešť Rozhodčí: Laszlo Novakovszki (HUN), Assen Dimitrov (BUL) |
| 9. června 1955 20:30 | Zpráva | Skóre po poločasech: 45:27 |         |             |  | Puskás Ferenc Stadion, Budapešť Rozhodčí: Laszlo Novakovszki (HUN), Assen Dimitrov (BUL) |
| 9. června 1955 20:30 | Zpráva | Liviu Nagy 22              | Body    | Bo Widen 19 |  | Puskás Ferenc Stadion, Budapešť Rozhodčí: Laszlo Novakovszki (HUN), Assen Dimitrov (BUL) |

| 10. června 1955 8:30 | Zpráva | SSSR                      | 103 – 31 | Švédsko     |  | Puskás Ferenc Stadion, Budapešť Rozhodčí: Wladyslaw Twardo (POL), Ernst Kitzberger (AUT) |
| 10. června 1955 8:30 | Zpráva | Skóre po poločasech: 52:9 |          |             |  | Puskás Ferenc Stadion, Budapešť Rozhodčí: Wladyslaw Twardo (POL), Ernst Kitzberger (AUT) |
| 10. června 1955 8:30 | Zpráva | Lev Rečetnikov 24         | Body     | Bo Widen 16 |  | Puskás Ferenc Stadion, Budapešť Rozhodčí: Wladyslaw Twardo (POL), Ernst Kitzberger (AUT) |

| 10. června 1955 22:00 | Zpráva | Švýcarsko                  | 39 – 63 | Rumunsko          |  | Puskás Ferenc Stadion, Budapešť Rozhodčí: Pietro Reverberi (ITA), Ferenc Velkei (HUN) |
| 10. června 1955 22:00 | Zpráva | Skóre po poločasech: 17:33 |         |                   |  | Puskás Ferenc Stadion, Budapešť Rozhodčí: Pietro Reverberi (ITA), Ferenc Velkei (HUN) |
| 10. června 1955 22:00 | Zpráva | Pierre Albrecht 13         | Body    | Andrei Folbert 21 |  | Puskás Ferenc Stadion, Budapešť Rozhodčí: Pietro Reverberi (ITA), Ferenc Velkei (HUN) |

| 11. června 1955 9:30 | Zpráva | Rumunsko                   | 68 – 40 | Lucembursko    |  | Sportcsarnok, Budapešť Rozhodčí: Tibor Lehoczki (HUN), William Steel (ENG) |
| 11. června 1955 9:30 | Zpráva | Skóre po poločasech: 32:15 |         |                |  | Sportcsarnok, Budapešť Rozhodčí: Tibor Lehoczki (HUN), William Steel (ENG) |
| 11. června 1955 9:30 | Zpráva | Emanoil Raducanu 17        | Body    | John Kieffer 9 |  | Sportcsarnok, Budapešť Rozhodčí: Tibor Lehoczki (HUN), William Steel (ENG) |

| 11. června 1955 11:00 | Zpráva | SSSR                       | 87 – 49 | Švýcarsko          |  | Sportcsarnok, Budapešť Rozhodčí: Czeslaw Czmoch (POL), Esko Koivunen (FIN) |
| 11. června 1955 11:00 | Zpráva | Skóre po poločasech: 41:24 |         |                    |  | Sportcsarnok, Budapešť Rozhodčí: Czeslaw Czmoch (POL), Esko Koivunen (FIN) |
| 11. června 1955 11:00 | Zpráva | Alexandr Mojsejev 20       | Body    | Pierre Albrecht 15 |  | Sportcsarnok, Budapešť Rozhodčí: Czeslaw Czmoch (POL), Esko Koivunen (FIN) |

#### Skupina D
|    |                | TCH    | BUL    | GER    | DEN    | V | P | Skóre   | B |
| 1. | Československo | ***    | 73:68  | 113:65 | 100:28 | 3 | 0 | 286:161 | 6 |
| 2. | Bulharsko      | 68:73  | ***    | 97:54  | 107:33 | 2 | 1 | 272:160 | 5 |
| 3. | SRN            | 65:113 | 54:97  | ***    | 52:36  | 1 | 2 | 171:146 | 4 |
| 4. | Dánsko         | 28:100 | 33:107 | 36:52  | ***    | 0 | 3 | 97:259  | 3 |

| 8. června 1955 9:00 | Zpráva | Bulharsko                  | 107 – 33 | Dánsko           |  | Sportcsarnok, Budapešť Rozhodčí: Emile Golay (SUI), Czeslaw Czmoch (POL) |
| 8. června 1955 9:00 | Zpráva | Skóre po poločasech: 55:13 |          |                  |  | Sportcsarnok, Budapešť Rozhodčí: Emile Golay (SUI), Czeslaw Czmoch (POL) |
| 8. června 1955 9:00 | Zpráva | Genčo Raškov 22            | Body     | Pierre Meilsej 9 |  | Sportcsarnok, Budapešť Rozhodčí: Emile Golay (SUI), Czeslaw Czmoch (POL) |

| 8. června 1955 10:30 | Zpráva | SRN                        | 65 – 113 | Československo                          |  | Puskás Ferenc Stadion, Budapešť Rozhodčí: Antoine Skiloyannis (GRE), Esko Koivunen (FIN) |
| 8. června 1955 10:30 | Zpráva | Skóre po poločasech: 27:51 |          |                                         |  | Puskás Ferenc Stadion, Budapešť Rozhodčí: Antoine Skiloyannis (GRE), Esko Koivunen (FIN) |
| 8. června 1955 10:30 | Zpráva | Lothar Waldowski 11        | Body     | Zdeněk Bobrovský 18, Jaroslav Tětiva 18 |  | Puskás Ferenc Stadion, Budapešť Rozhodčí: Antoine Skiloyannis (GRE), Esko Koivunen (FIN) |

| 9. června 1955 10:00 | Zpráva | Bulharsko                  | 97 – 54 | Dánsko            |  | Puskás Ferenc Stadion, Budapešť Rozhodčí: Pietro Reverberi (ITA), Vahit Colakoglu (TUR) |
| 9. června 1955 10:00 | Zpráva | Skóre po poločasech: 41:24 |         |                   |  | Puskás Ferenc Stadion, Budapešť Rozhodčí: Pietro Reverberi (ITA), Vahit Colakoglu (TUR) |
| 9. června 1955 10:00 | Zpráva | Genčo Raškov 24            | Body    | Richard Griese 10 |  | Puskás Ferenc Stadion, Budapešť Rozhodčí: Pietro Reverberi (ITA), Vahit Colakoglu (TUR) |

| 9. června 1955 16:00 | Zpráva | Československo             | 100 – 28 | Dánsko            |  | Puskás Ferenc Stadion, Budapešť Rozhodčí: Vladimir Kostin (URS), William Steel (ENG) |
| 9. června 1955 16:00 | Zpráva | Skóre po poločasech: 48:10 |          |                   |  | Puskás Ferenc Stadion, Budapešť Rozhodčí: Vladimir Kostin (URS), William Steel (ENG) |
| 9. června 1955 16:00 | Zpráva | Zdeněk Bobrovský 18        | Body     | Pierre Meilsej 14 |  | Puskás Ferenc Stadion, Budapešť Rozhodčí: Vladimir Kostin (URS), William Steel (ENG) |

| 10. června 1955 10:00 | Zpráva | Dánsko                     | 36 – 52 | SRN              |  | Puskás Ferenc Stadion, Budapešť Rozhodčí: Tibor Lehoczki (HUN), Dan Chiriac (ROU) |
| 10. června 1955 10:00 | Zpráva | Skóre po poločasech: 17:21 |         |                  |  | Puskás Ferenc Stadion, Budapešť Rozhodčí: Tibor Lehoczki (HUN), Dan Chiriac (ROU) |
| 10. června 1955 10:00 | Zpráva | Torben Storup 13           | Body    | Harold Müller 13 |  | Puskás Ferenc Stadion, Budapešť Rozhodčí: Tibor Lehoczki (HUN), Dan Chiriac (ROU) |

| 10. června 1955 20:30 | Zpráva | Československo             | 73 – 68 | Bulharsko       |  | Puskás Ferenc Stadion, Budapešť Rozhodčí: Vladimir Kostin (URS), Zoltan Csanyi (HUN) |
| 10. června 1955 20:30 | Zpráva | Skóre po poločasech: 42:27 |         |                 |  | Puskás Ferenc Stadion, Budapešť Rozhodčí: Vladimir Kostin (URS), Zoltan Csanyi (HUN) |
| 10. června 1955 20:30 | Zpráva | Miroslav Škeřík 18         | Body    | Ilija Mirčev 18 |  | Puskás Ferenc Stadion, Budapešť Rozhodčí: Vladimir Kostin (URS), Zoltan Csanyi (HUN) |

### Finále
|    |                | HUN   | TCH   | URS    | BUL   | POL    | ITA   | ROM   | YUG   | V | P | Skóre   | B  |
| 1. | Maďarsko       | ***   | 65:75 | 82:68  | 69:59 | 98:66  | 81:65 | 71:60 | 48:34 | 6 | 1 | 514:427 | 13 |
| 2. | Československo | 75:65 | ***   | 81:74  | 73:67 | 68:72  | 96:48 | 91:69 | 49:52 | 5 | 2 | 533:447 | 12 |
| 3. | SSSR           | 68:82 | 74:81 | ***    | 82:62 | 101:76 | 54:48 | 84:66 | 75:52 | 5 | 2 | 538:467 | 12 |
| 4. | Bulharsko      | 59:69 | 67:73 | 62:82  | ***   | 62:57  | 76:72 | 73:46 | 84:66 | 4 | 3 | 483:465 | 11 |
| 5. | Polsko         | 66:98 | 72:68 | 76:101 | 57:62 | ***    | 67:59 | 56:69 | 67:59 | 3 | 4 | 461:516 | 10 |
| 6. | Itálie         | 65:81 | 48:96 | 48:54  | 72:76 | 59:67  | ***   | 73:70 | 69:66 | 2 | 5 | 434:510 | 9  |
| 7. | Rumunsko       | 60:71 | 69:91 | 66:84  | 46:73 | 69:56  | 70:73 | ***   | 93:68 | 2 | 5 | 473:516 | 9  |
| 8. | Jugoslávie     | 34:48 | 52:49 | 52:75  | 66:84 | 59:67  | 66:69 | 68:93 | ***   | 1 | 6 | 397:485 | 8  |

| 12. června 1955 16:00 | Zpráva | Polsko                     | 56 – 69 | Rumunsko                           |  | Puskás Ferenc Stadion, Budapešť Rozhodčí: Vladimir Kostin (URS), Antoine Skiloyannis (GRE) |
| 12. června 1955 16:00 | Zpráva | Skóre po poločasech: 32:34 |         |                                    |  | Puskás Ferenc Stadion, Budapešť Rozhodčí: Vladimir Kostin (URS), Antoine Skiloyannis (GRE) |
| 12. června 1955 16:00 | Zpráva | Mieczyslaw Feglerski 13    | Body    | Mihai Nedef 18, Alexandru Fodor 18 |  | Puskás Ferenc Stadion, Budapešť Rozhodčí: Vladimir Kostin (URS), Antoine Skiloyannis (GRE) |

| 12. června 1955 17:30 | Zpráva | Bulharsko                  | 84 – 66 | Jugoslávie       |  | Puskás Ferenc Stadion, Budapešť Rozhodčí: Robert Blanchard (FRA), Erwin Kassai (HUN) |
| 12. června 1955 17:30 | Zpráva | Skóre po poločasech: 46:29 |         |                  |  | Puskás Ferenc Stadion, Budapešť Rozhodčí: Robert Blanchard (FRA), Erwin Kassai (HUN) |
| 12. června 1955 17:30 | Zpráva | Tsvjatko Barchovski 17     | Body    | Mulitin Minja 18 |  | Puskás Ferenc Stadion, Budapešť Rozhodčí: Robert Blanchard (FRA), Erwin Kassai (HUN) |

| 12. června 1955 19:00 | Zpráva | Maďarsko                   | 65 – 75 | Československo     |  | Puskás Ferenc Stadion, Budapešť Rozhodčí: Pietro Reverberi (ITA), Constantin Armasescu (ROU) |
| 12. června 1955 19:00 | Zpráva | Skóre po poločasech: 34:42 |         |                    |  | Puskás Ferenc Stadion, Budapešť Rozhodčí: Pietro Reverberi (ITA), Constantin Armasescu (ROU) |
| 12. června 1955 19:00 | Zpráva | Laszlo Hody 16             | Body    | Miroslav Škeřík 24 |  | Puskás Ferenc Stadion, Budapešť Rozhodčí: Pietro Reverberi (ITA), Constantin Armasescu (ROU) |

| 12. června 1955 20:30 | Zpráva | Itálie                     | 48 – 54 | SSSR              |  | Puskás Ferenc Stadion, Budapešť Rozhodčí: Turgut Atakol (TUR) |
| 12. června 1955 20:30 | Zpráva | Skóre po poločasech: 26:30 |         |                   |  | Puskás Ferenc Stadion, Budapešť Rozhodčí: Turgut Atakol (TUR) |
| 12. června 1955 20:30 | Zpráva | Alessandro Riminucci 14    | Body    | Lev Rečetnikov 17 |  | Puskás Ferenc Stadion, Budapešť Rozhodčí: Turgut Atakol (TUR) |

| 13. června 1955 16:00 | Zpráva | Československo             | 49 – 52 | Jugoslávie      |  | Puskás Ferenc Stadion, Budapešť Rozhodčí: Vladimir Kostin (URS), Zoltan Csanyi (HUN) |
| 13. června 1955 16:00 | Zpráva | Skóre po poločasech: 32:26 |         |                 |  | Puskás Ferenc Stadion, Budapešť Rozhodčí: Vladimir Kostin (URS), Zoltan Csanyi (HUN) |
| 13. června 1955 16:00 | Zpráva | Miroslav Škeřík 14         | Body    | Bogdan Miler 13 |  | Puskás Ferenc Stadion, Budapešť Rozhodčí: Vladimir Kostin (URS), Zoltan Csanyi (HUN) |

| 13. června 1955 17:30 | Zpráva | Rumunsko                                      | 70 – 73 | Itálie              | prodl. | Puskás Ferenc Stadion, Budapešť Rozhodčí: Robert Blanchard (FRA), Laszlo Novakovszki (HUN) |
| 13. června 1955 17:30 | Zpráva | Skóre po poločasech: 29:29, 35:35 Prodl.: 6:9 |         |                     | prodl. | Puskás Ferenc Stadion, Budapešť Rozhodčí: Robert Blanchard (FRA), Laszlo Novakovszki (HUN) |
| 13. června 1955 17:30 | Zpráva | Andrei Folbert 20                             | Body    | Adelino Costanzo 21 | prodl. | Puskás Ferenc Stadion, Budapešť Rozhodčí: Robert Blanchard (FRA), Laszlo Novakovszki (HUN) |

| 13. června 1955 19:00 | Zpráva | SSSR                       | 82 – 62 | Bulharsko       |  | Puskás Ferenc Stadion, Budapešť Rozhodčí: Vladimir Novotný (TCH), Czeslaw Czmoch (POL) |
| 13. června 1955 19:00 | Zpráva | Skóre po poločasech: 45:26 |         |                 |  | Puskás Ferenc Stadion, Budapešť Rozhodčí: Vladimir Novotný (TCH), Czeslaw Czmoch (POL) |
| 13. června 1955 19:00 | Zpráva | Lev Rečetnikov 21          | Body    | Viktor Radev 12 |  | Puskás Ferenc Stadion, Budapešť Rozhodčí: Vladimir Novotný (TCH), Czeslaw Czmoch (POL) |

| 13. června 1955 20:30 | Zpráva | Maďarsko                   | 98 – 66 | Polsko                 |  | Puskás Ferenc Stadion, Budapešť Rozhodčí: Antoine Skiloyannis (GRE) |
| 13. června 1955 20:30 | Zpráva | Skóre po poločasech: 52:35 |         |                        |  | Puskás Ferenc Stadion, Budapešť Rozhodčí: Antoine Skiloyannis (GRE) |
| 13. června 1955 20:30 | Zpráva | Laszlo Banhegyi 20         | Body    | Slawomir Zlotiewicz 16 |  | Puskás Ferenc Stadion, Budapešť Rozhodčí: Antoine Skiloyannis (GRE) |

| 14. června 1955 16:00 | Zpráva | Bulharsko                      | 73 – 46 | Rumunsko           |  | Puskás Ferenc Stadion, Budapešť Rozhodčí: Erwin Kassay (HUN), Antoine Skiloyannis (GRE) |
| 14. června 1955 16:00 | Zpráva | Skóre po poločasech: 40:28     |         |                    |  | Puskás Ferenc Stadion, Budapešť Rozhodčí: Erwin Kassay (HUN), Antoine Skiloyannis (GRE) |
| 14. června 1955 16:00 | Zpráva | Georgi Panov a Viktor Radev 15 | Body    | Alexandru Fodor 15 |  | Puskás Ferenc Stadion, Budapešť Rozhodčí: Erwin Kassay (HUN), Antoine Skiloyannis (GRE) |

| 14. června 1955 17:30 | Zpráva | Itálie                     | 65 – 81 | Maďarsko        |  | Puskás Ferenc Stadion, Budapešť Rozhodčí: Vladimir Kostin (URS), Robert Blanchard (FRA) |
| 14. června 1955 17:30 | Zpráva | Skóre po poločasech: 26:37 |         |                 |  | Puskás Ferenc Stadion, Budapešť Rozhodčí: Vladimir Kostin (URS), Robert Blanchard (FRA) |
| 14. června 1955 17:30 | Zpráva | Alessandro Riminucci 18    | Body    | Tibor Zsiros 31 |  | Puskás Ferenc Stadion, Budapešť Rozhodčí: Vladimir Kostin (URS), Robert Blanchard (FRA) |

| 14. června 1955 19:00 | Zpráva | Polsko                                   | 72 – 68 | Československo     |  | Puskás Ferenc Stadion, Budapešť Rozhodčí: Pietro Reverberi (ITA), Sergej Sinjakov |
| 14. června 1955 19:00 | Zpráva | Skóre po poločasech: 31:30               |         |                    |  | Puskás Ferenc Stadion, Budapešť Rozhodčí: Pietro Reverberi (ITA), Sergej Sinjakov |
| 14. června 1955 19:00 | Zpráva | Mieczyslaw Feglerski a Tadeusz Pacula 12 | Body    | Miroslav Škeřík 15 |  | Puskás Ferenc Stadion, Budapešť Rozhodčí: Pietro Reverberi (ITA), Sergej Sinjakov |

| 14. června 1955 20:30 | Zpráva | Jugoslávie                 | 52 – 75 | SSSR                |  | Puskás Ferenc Stadion, Budapešť Rozhodčí: Ferenc Velkei (HUN), Constantin Armasescu (ROU) |
| 14. června 1955 20:30 | Zpráva | Skóre po poločasech: 24:45 |         |                     |  | Puskás Ferenc Stadion, Budapešť Rozhodčí: Ferenc Velkei (HUN), Constantin Armasescu (ROU) |
| 14. června 1955 20:30 | Zpráva | Borislav Čurčič 14         | Body    | Arkadij Bočkarev 17 |  | Puskás Ferenc Stadion, Budapešť Rozhodčí: Ferenc Velkei (HUN), Constantin Armasescu (ROU) |

| 16. června 1955 16:00 | Zpráva | Rumunsko                   | 93 – 68 | Jugoslávie         |  | Puskás Ferenc Stadion, Budapešť Rozhodčí: Pietro Reverberi (ITA), Tibor Lehoczki (HUN) |
| 16. června 1955 16:00 | Zpráva | Skóre po poločasech: 41:30 |         |                    |  | Puskás Ferenc Stadion, Budapešť Rozhodčí: Pietro Reverberi (ITA), Tibor Lehoczki (HUN) |
| 16. června 1955 16:00 | Zpráva | Andrei Folbert 34          | Body    | Ladislav Demsar 18 |  | Puskás Ferenc Stadion, Budapešť Rozhodčí: Pietro Reverberi (ITA), Tibor Lehoczki (HUN) |

| 16. června 1955 17:30 | Zpráva | Československo             | 81 – 74 | SSSR              |  | Puskás Ferenc Stadion, Budapešť Rozhodčí: Robert Blanchard (FRA) |
| 16. června 1955 17:30 | Zpráva | Skóre po poločasech: 42:36 |         |                   |  | Puskás Ferenc Stadion, Budapešť Rozhodčí: Robert Blanchard (FRA) |
| 16. června 1955 17:30 | Zpráva | Miroslav Škeřík 28         | Body    | Lev Rečetnikov 15 |  | Puskás Ferenc Stadion, Budapešť Rozhodčí: Robert Blanchard (FRA) |

| 16. června 1955 19:00 | Zpráva | Maďarsko                   | 69 – 59 | Bulharsko       |  | Puskás Ferenc Stadion, Budapešť Rozhodčí: Antoine Skiloyannis (GRE), Constantin Armasescu (ROU) |
| 16. června 1955 19:00 | Zpráva | Skóre po poločasech: 34:27 |         |                 |  | Puskás Ferenc Stadion, Budapešť Rozhodčí: Antoine Skiloyannis (GRE), Constantin Armasescu (ROU) |
| 16. června 1955 19:00 | Zpráva | Laszlo Hody 19             | Body    | Viktor Radev 18 |  | Puskás Ferenc Stadion, Budapešť Rozhodčí: Antoine Skiloyannis (GRE), Constantin Armasescu (ROU) |

| 16. června 1955 20:30 | Zpráva | Polsko                     | 67 – 59 | Itálie                  |  | Puskás Ferenc Stadion, Budapešť Počet diváků: Vladimir Kostin (URS), Zoltan Csanyi (HUN) |
| 16. června 1955 20:30 | Zpráva | Skóre po poločasech: 29:27 |         |                         |  | Puskás Ferenc Stadion, Budapešť Počet diváků: Vladimir Kostin (URS), Zoltan Csanyi (HUN) |
| 16. června 1955 20:30 | Zpráva | Mieczyslaw Feglerski 21    | Body    | Alessandro Riminucci 18 |  | Puskás Ferenc Stadion, Budapešť Počet diváků: Vladimir Kostin (URS), Zoltan Csanyi (HUN) |

| 17. června 1955 16:00 | Zpráva | Bulharsko                      | 62 – 57 | Polsko            |  | Puskás Ferenc Stadion, Budapešť Rozhodčí: Pietro Reverberi (ITA), Erwin Kassai (HUN) |
| 17. června 1955 16:00 | Zpráva | Skóre po poločasech: 37:25     |         |                   |  | Puskás Ferenc Stadion, Budapešť Rozhodčí: Pietro Reverberi (ITA), Erwin Kassai (HUN) |
| 17. června 1955 16:00 | Zpráva | Ilija Mirčev a Viktor Radev 14 | Body    | Jerzy Sterenga 16 |  | Puskás Ferenc Stadion, Budapešť Rozhodčí: Pietro Reverberi (ITA), Erwin Kassai (HUN) |

| 17. června 1955 17:30 | Zpráva | Jugoslávie                 | 34 – 48 | Maďarsko         |  | Puskás Ferenc Stadion, Budapešť Rozhodčí: Giordano Andri (ITA) |
| 17. června 1955 17:30 | Zpráva | Skóre po poločasech: 11:23 |         |                  |  | Puskás Ferenc Stadion, Budapešť Rozhodčí: Giordano Andri (ITA) |
| 17. června 1955 17:30 | Zpráva | Vilmos Loci 15             | Body    | Tibor Czinkan 14 |  | Puskás Ferenc Stadion, Budapešť Rozhodčí: Giordano Andri (ITA) |

| 17. června 1955 19:00 | Zpráva | Itálie                     | 48 – 96 | Československo     |  | Puskás Ferenc Stadion, Budapešť Rozhodčí: Robert Blanchard (FRA), Turgut Atakol (TUR) |
| 17. června 1955 19:00 | Zpráva | Skóre po poločasech: 20:36 |         |                    |  | Puskás Ferenc Stadion, Budapešť Rozhodčí: Robert Blanchard (FRA), Turgut Atakol (TUR) |
| 17. června 1955 19:00 | Zpráva | Adelino Cappelletti 9      | Body    | Miroslav Škeřík 22 |  | Puskás Ferenc Stadion, Budapešť Rozhodčí: Robert Blanchard (FRA), Turgut Atakol (TUR) |

| 17. června 1955 20:30 | Zpráva | SSSR                       | 84 – 66 | Rumunsko           |  | Puskás Ferenc Stadion, Budapešť Rozhodčí: Czeslaw Czmoch (POL), Miodrag Štefanovič (YUG) |
| 17. června 1955 20:30 | Zpráva | Skóre po poločasech: 48:37 |         |                    |  | Puskás Ferenc Stadion, Budapešť Rozhodčí: Czeslaw Czmoch (POL), Miodrag Štefanovič (YUG) |
| 17. června 1955 20:30 | Zpráva | Arkadij Bočkarev 21        | Body    | Alexandru Fodor 14 |  | Puskás Ferenc Stadion, Budapešť Rozhodčí: Czeslaw Czmoch (POL), Miodrag Štefanovič (YUG) |

| 18. června 1955 16:00 | Zpráva | Polsko                     | 67 – 59 | Jugoslávie       |  | Puskás Ferenc Stadion, Budapešť Rozhodčí: Robert BLANCHARD (FRA), Sergej Sinjakov |
| 18. června 1955 16:00 | Zpráva | Skóre po poločasech: 31:29 |         |                  |  | Puskás Ferenc Stadion, Budapešť Rozhodčí: Robert BLANCHARD (FRA), Sergej Sinjakov |
| 18. června 1955 16:00 | Zpráva | Mieczyslaw Feglerski 14    | Body    | Obren Popovič 16 |  | Puskás Ferenc Stadion, Budapešť Rozhodčí: Robert BLANCHARD (FRA), Sergej Sinjakov |

| 18. června 1955 17:30 | Zpráva | Československo             | 91 – 69 | Rumunsko           |  | Puskás Ferenc Stadion, Budapešť Rozhodčí: Antoine Akiloyannis (GRE), Miodrag Štefanovič (YUG) |
| 18. června 1955 17:30 | Zpráva | Skóre po poločasech: 48:36 |         |                    |  | Puskás Ferenc Stadion, Budapešť Rozhodčí: Antoine Akiloyannis (GRE), Miodrag Štefanovič (YUG) |
| 18. června 1955 17:30 | Zpráva | Jaroslav Šíp 32            | Body    | Alexandru Fodor 21 |  | Puskás Ferenc Stadion, Budapešť Rozhodčí: Antoine Akiloyannis (GRE), Miodrag Štefanovič (YUG) |

| 18. června 1955 19:00 | Zpráva | SSSR                       | 68 – 82 | Maďarsko                      |  | Puskás Ferenc Stadion, Budapešť Rozhodčí: Pietro Reverberi (ITA), Turgut Atakol (TUR) |
| 18. června 1955 19:00 | Zpráva | Skóre po poločasech: 30:39 |         |                               |  | Puskás Ferenc Stadion, Budapešť Rozhodčí: Pietro Reverberi (ITA), Turgut Atakol (TUR) |
| 18. června 1955 19:00 | Zpráva | Mart Laga 15               | Body    | Laszlo Hody a Tibor Zsiros 20 |  | Puskás Ferenc Stadion, Budapešť Rozhodčí: Pietro Reverberi (ITA), Turgut Atakol (TUR) |

| 18. června 1955 20:30 | Zpráva | Itálie                     | 72 – 76 | Bulharsko       |  | Puskás Ferenc Stadion, Budapešť Rozhodčí: Vladimir Kostin (URS), Laszlo Novakovszki (HUN) |
| 18. června 1955 20:30 | Zpráva | Skóre po poločasech: 32:35 |         |                 |  | Puskás Ferenc Stadion, Budapešť Rozhodčí: Vladimir Kostin (URS), Laszlo Novakovszki (HUN) |
| 18. června 1955 20:30 | Zpráva | Alessandro Riminucci 23    | Body    | Georgi Panov 32 |  | Puskás Ferenc Stadion, Budapešť Rozhodčí: Vladimir Kostin (URS), Laszlo Novakovszki (HUN) |

| 19. června 1955 14:00 | Zpráva | Jugoslávie                 | 66 – 69 | Itálie                 |  | Puskás Ferenc Stadion, Budapešť Rozhodčí: Sergej Sinjakov, Erwin Kassai (HUN) |
| 19. června 1955 14:00 | Zpráva | Skóre po poločasech: 33:29 |         |                        |  | Puskás Ferenc Stadion, Budapešť Rozhodčí: Sergej Sinjakov, Erwin Kassai (HUN) |
| 19. června 1955 14:00 | Zpráva | Borislav Čurčič 26         | Body    | Gianfranco Sardagna 24 |  | Puskás Ferenc Stadion, Budapešť Rozhodčí: Sergej Sinjakov, Erwin Kassai (HUN) |

| 19. června 1955 15:30 | Zpráva | SSSR                       | 101 – 76 | Polsko            |  | Puskás Ferenc Stadion, Budapešť Rozhodčí: Vladimir Novotný (TCH), Miodrag Štefanovič (YUG) |
| 19. června 1955 15:30 | Zpráva | Skóre po poločasech: 60:36 |          |                   |  | Puskás Ferenc Stadion, Budapešť Rozhodčí: Vladimir Novotný (TCH), Miodrag Štefanovič (YUG) |
| 19. června 1955 15:30 | Zpráva | Arkadi Bočkarev 18         | Body     | Jerzy Sterenga 22 |  | Puskás Ferenc Stadion, Budapešť Rozhodčí: Vladimir Novotný (TCH), Miodrag Štefanovič (YUG) |

| 19. června 1955 17:00 | Zpráva | Bulharsko                  | 67 – 73 | Československo     |  | Puskás Ferenc Stadion, Budapešť Rozhodčí: Antoine Skiloyannis (GRE) |
| 19. června 1955 17:00 | Zpráva | Skóre po poločasech: 36:34 |         |                    |  | Puskás Ferenc Stadion, Budapešť Rozhodčí: Antoine Skiloyannis (GRE) |
| 19. června 1955 17:00 | Zpráva | Ilija Mirčev 13            | Body    | Miroslav Škeřík 21 |  | Puskás Ferenc Stadion, Budapešť Rozhodčí: Antoine Skiloyannis (GRE) |

| 19. června 1955 18:30 | Zpráva | Maďarsko                   | 71 – 60 | Rumunsko          |  | Puskás Ferenc Stadion, Budapešť Rozhodčí: Robert Blanchard (FRA), Esko Koivunen (FIN) |
| 19. června 1955 18:30 | Zpráva | Skóre po poločasech: 46:38 |         |                   |  | Puskás Ferenc Stadion, Budapešť Rozhodčí: Robert Blanchard (FRA), Esko Koivunen (FIN) |
| 19. června 1955 18:30 | Zpráva | Laszlo Hody 14             | Body    | Andrei Folbert 20 |  | Puskás Ferenc Stadion, Budapešť Rozhodčí: Robert Blanchard (FRA), Esko Koivunen (FIN) |

### O 9. - 18. místo

#### Skupina A
|    |           | FIN   | ENG   | SUI   | AUT   | GER   | V | P | Skóre   | B |
| 1. | Finsko    | ***   | 94:60 | 65:41 | 55:49 | 65:53 | 4 | 0 | 279:203 | 8 |
| 2. | Anglie    | 60:94 | ***   | 59:53 | 51:48 | 50:67 | 2 | 2 | 220:262 | 6 |
| 3. | Švýcarsko | 41:65 | 53:59 | ***   | 65:41 | 35:34 | 2 | 2 | 194:199 | 6 |
| 4. | Rakousko  | 49:55 | 48:51 | 41:65 | ***   | 46:42 | 1 | 3 | 184:213 | 5 |
| 5. | SRN       | 53:65 | 67:50 | 34:35 | 42:46 | ***   | 1 | 3 | 196:196 | 5 |

| 12. června 1955 10:00 | Zpráva | SRN                        | 67 – 50 | Anglie        |  | Puskás Ferenc Stadion, Budapešť Rozhodčí: Branimir Volfer (YUG), Assen Dimitrov (BUL) |
| 12. června 1955 10:00 | Zpráva | Skóre po poločasech: 33:22 |         |               |  | Puskás Ferenc Stadion, Budapešť Rozhodčí: Branimir Volfer (YUG), Assen Dimitrov (BUL) |
| 12. června 1955 10:00 | Zpráva | R. Vogt 15                 | Body    | Alan Bruce 20 |  | Puskás Ferenc Stadion, Budapešť Rozhodčí: Branimir Volfer (YUG), Assen Dimitrov (BUL) |

| 12. června 1955 22:00 | Zpráva | Finsko                     | 55 – 49 | Rakousko         |  | Puskás Ferenc Stadion, Budapešť Rozhodčí: Ferenc Velkei (HUN), Sergej Sinjakov |
| 12. června 1955 22:00 | Zpráva | Skóre po poločasech: 27:31 |         |                  |  | Puskás Ferenc Stadion, Budapešť Rozhodčí: Ferenc Velkei (HUN), Sergej Sinjakov |
| 12. června 1955 22:00 | Zpráva | Raimo Lindholm 17          | Body    | Karl Privoznik14 |  | Puskás Ferenc Stadion, Budapešť Rozhodčí: Ferenc Velkei (HUN), Sergej Sinjakov |

| 13. června 1955 10:00 | Zpráva | SRN                        | 53 – 65 | Finsko         |  | Puskás Ferenc Stadion, Budapešť Rozhodčí: Vahit Colakoglu (TUR), Dan Chiriac (ROU) |
| 13. června 1955 10:00 | Zpráva | Skóre po poločasech: 26:27 |         |                |  | Puskás Ferenc Stadion, Budapešť Rozhodčí: Vahit Colakoglu (TUR), Dan Chiriac (ROU) |
| 13. června 1955 10:00 | Zpráva | R. Vogt 12                 | Body    | Timo Lampen 22 |  | Puskás Ferenc Stadion, Budapešť Rozhodčí: Vahit Colakoglu (TUR), Dan Chiriac (ROU) |

| 13. června 1955 11:30 | Zpráva | Švýcarsko                  | 65 – 41 | Rakousko         |  | Puskás Ferenc Stadion, Budapešť Rozhodčí: Tibor Lehoczki (HUN), Giordano Andri (ITA) |
| 13. června 1955 11:30 | Zpráva | Skóre po poločasech: 26:17 |         |                  |  | Puskás Ferenc Stadion, Budapešť Rozhodčí: Tibor Lehoczki (HUN), Giordano Andri (ITA) |
| 13. června 1955 11:30 | Zpráva | Michel Currat 19           | Body    | Johann Karall 16 |  | Puskás Ferenc Stadion, Budapešť Rozhodčí: Tibor Lehoczki (HUN), Giordano Andri (ITA) |

| 14. června 1955 8:30 | Zpráva | Anglie                     | 60 – 94 | Finsko            |  | Puskás Ferenc Stadion, Budapešť Rozhodčí: Ali Strunke (SWE), Assen Dimitrov (BUL) |
| 14. června 1955 8:30 | Zpráva | Skóre po poločasech: 26:50 |         |                   |  | Puskás Ferenc Stadion, Budapešť Rozhodčí: Ali Strunke (SWE), Assen Dimitrov (BUL) |
| 14. června 1955 8:30 | Zpráva | Dennis Wilkinson 34        | Body    | Timo Suviranta 16 |  | Puskás Ferenc Stadion, Budapešť Rozhodčí: Ali Strunke (SWE), Assen Dimitrov (BUL) |

| 14. června 1955 10:00 | Zpráva | Švýcarsko                  | 35 – 34 | SRN             |  | Puskás Ferenc Stadion, Budapešť Rozhodčí: Turgut Atakol (TUR) |
| 14. června 1955 10:00 | Zpráva | Skóre po poločasech: 21:16 |         |                 |  | Puskás Ferenc Stadion, Budapešť Rozhodčí: Turgut Atakol (TUR) |
| 14. června 1955 10:00 | Zpráva | Jean-Pierre Voisin 11      | Body    | Harold Müller 8 |  | Puskás Ferenc Stadion, Budapešť Rozhodčí: Turgut Atakol (TUR) |

| 16. června 1955 10:00 | Zpráva | Anglie                     | 59 – 53 | Švýcarsko          |  | Puskás Ferenc Stadion, Budapešť Rozhodčí: Czeslaw Czmoch (POL), Vahit Colakoglu (TUR) |
| 16. června 1955 10:00 | Zpráva | Skóre po poločasech: 28:21 |         |                    |  | Puskás Ferenc Stadion, Budapešť Rozhodčí: Czeslaw Czmoch (POL), Vahit Colakoglu (TUR) |
| 16. června 1955 10:00 | Zpráva | Dennis Wilkinson 14        | Body    | Pierre Albrecht 17 |  | Puskás Ferenc Stadion, Budapešť Rozhodčí: Czeslaw Czmoch (POL), Vahit Colakoglu (TUR) |

| 16. června 1955 22:00 | Zpráva | Rakousko                   | 46 – 42 | SRN               |  | Puskás Ferenc Stadion, Budapešť Rozhodčí: Giordano Andri (ITA), Laszlo Novakovszki (HUN) |
| 16. června 1955 22:00 | Zpráva | Skóre po poločasech: 25:16 |         |                   |  | Puskás Ferenc Stadion, Budapešť Rozhodčí: Giordano Andri (ITA), Laszlo Novakovszki (HUN) |
| 16. června 1955 22:00 | Zpráva | Johann Karall 21           | Body    | Richard Griese 14 |  | Puskás Ferenc Stadion, Budapešť Rozhodčí: Giordano Andri (ITA), Laszlo Novakovszki (HUN) |

| 17. června 1955 11:30 | Zpráva | Rakousko                   | 48 – 51 | Anglie        |  | Puskás Ferenc Stadion, Budapešť Rozhodčí: Léon Brosius (LUX), Esko Koivunen (FIN) |
| 17. června 1955 11:30 | Zpráva | Skóre po poločasech: 21:26 |         |               |  | Puskás Ferenc Stadion, Budapešť Rozhodčí: Léon Brosius (LUX), Esko Koivunen (FIN) |
| 17. června 1955 11:30 | Zpráva | Ewald Polansky 12          | Body    | Alan Bruce 17 |  | Puskás Ferenc Stadion, Budapešť Rozhodčí: Léon Brosius (LUX), Esko Koivunen (FIN) |

| 17. června 1955 22:00 | Zpráva | Finsko                     | 65 – 41 | Švýcarsko          |  | Puskás Ferenc Stadion, Budapešť Rozhodčí: Sergej Sinjakov, Branimir Volfer (YUG) |
| 17. června 1955 22:00 | Zpráva | Skóre po poločasech: 35:24 |         |                    |  | Puskás Ferenc Stadion, Budapešť Rozhodčí: Sergej Sinjakov, Branimir Volfer (YUG) |
| 17. června 1955 22:00 | Zpráva | Raimo Lindholm 19          | Body    | Pierre Albrecht 11 |  | Puskás Ferenc Stadion, Budapešť Rozhodčí: Sergej Sinjakov, Branimir Volfer (YUG) |

#### Skupina B
|    |             | FRA   | TUR   | LUC   | SWE   | DEN   | V | P | Skóre   | B |
| 1. | Francie     | ***   | 50:38 | 84:30 | 84:36 | 96:26 | 4 | 0 | 314:130 | 8 |
| 2. | Turecko     | 38:50 | ***   | 72:59 | 87:46 | 82:33 | 3 | 1 | 279:188 | 7 |
| 3. | Lucembursko | 30:84 | 59:72 | ***   | 65:59 | 46:31 | 2 | 2 | 200:246 | 6 |
| 4. | Švédsko     | 36:84 | 46:87 | 56:65 | ***   | 51:41 | 1 | 3 | 192:277 | 5 |
| 5. | Dánsko      | 26:96 | 33:82 | 31:46 | 41:51 | ***   | 0 | 4 | 131:275 | 4 |

| 12. června 1955 8:30 | Zpráva | Turecko                    | 72 – 59 | Lucembursko     |  | Puskás Ferenc Stadion, Budapešť Rozhodčí: Otto Seile (GER), Esko Koivunen(FIN) |
| 12. června 1955 8:30 | Zpráva | Skóre po poločasech: 37:22 |         |                 |  | Puskás Ferenc Stadion, Budapešť Rozhodčí: Otto Seile (GER), Esko Koivunen(FIN) |
| 12. června 1955 8:30 | Zpráva | Altan Dincer 20            | Body    | Marcel Simon 13 |  | Puskás Ferenc Stadion, Budapešť Rozhodčí: Otto Seile (GER), Esko Koivunen(FIN) |

| 12. června 1955 11:30 | Zpráva | Dánsko                     | 41 – 51 | Švédsko     |  | Puskás Ferenc Stadion, Budapešť Rozhodčí: Emile Golay (SUI), Wladyslaw Twardo (POL) |
| 12. června 1955 11:30 | Zpráva | Skóre po poločasech: 17:31 |         |             |  | Puskás Ferenc Stadion, Budapešť Rozhodčí: Emile Golay (SUI), Wladyslaw Twardo (POL) |
| 12. června 1955 11:30 | Zpráva | Torben Starup-Hansen 19    | Body    | Bo Widen 20 |  | Puskás Ferenc Stadion, Budapešť Rozhodčí: Emile Golay (SUI), Wladyslaw Twardo (POL) |

| 13. června 1955 8:30 | Zpráva | Francie                    | 84 – 36 | Švédsko     |  | Puskás Ferenc Stadion, Budapešť Rozhodčí: William Steel (ENG), Ernst KITZBERGER (AUT) |
| 13. června 1955 8:30 | Zpráva | Skóre po poločasech: 31:20 |         |             |  | Puskás Ferenc Stadion, Budapešť Rozhodčí: William Steel (ENG), Ernst KITZBERGER (AUT) |
| 13. června 1955 8:30 | Zpráva | Henri Grange 16            | Body    | Bo Widen 17 |  | Puskás Ferenc Stadion, Budapešť Rozhodčí: William Steel (ENG), Ernst KITZBERGER (AUT) |

| 13. června 1955 22:00 | Zpráva | Turecko                    | 82 – 33 | Dánsko      |  | Puskás Ferenc Stadion, Budapešť Rozhodčí: Miodrag Stefanovič (SRB), Keith Mitchell (ENG) |
| 13. června 1955 22:00 | Zpráva | Skóre po poločasech: 37:11 |         |             |  | Puskás Ferenc Stadion, Budapešť Rozhodčí: Miodrag Stefanovič (SRB), Keith Mitchell (ENG) |
| 13. června 1955 22:00 | Zpráva | Yalcin Granit 24           | Body    | P. Hintz 13 |  | Puskás Ferenc Stadion, Budapešť Rozhodčí: Miodrag Stefanovič (SRB), Keith Mitchell (ENG) |

| 14. června 1955 11:30 | Zpráva | Lucembursko                | 46 – 31 | Dánsko            |  | Puskás Ferenc Stadion, Budapešť Rozhodčí: Branimir Volfer (CRO), Emile Golay (SUI) |
| 14. června 1955 11:30 | Zpráva | Skóre po poločasech: 22:20 |         |                   |  | Puskás Ferenc Stadion, Budapešť Rozhodčí: Branimir Volfer (CRO), Emile Golay (SUI) |
| 14. června 1955 11:30 | Zpráva | Paul Kemp 14               | Body    | Pierre Meilsej 14 |  | Puskás Ferenc Stadion, Budapešť Rozhodčí: Branimir Volfer (CRO), Emile Golay (SUI) |

| 14. června 1955 22:00 | Zpráva | Francie                    | 50 – 38 | Turecko         |  | Puskás Ferenc Stadion, Budapešť Rozhodčí: Wladyslaw Twardo (POL), Esko Koivunen (FIN) |
| 14. června 1955 22:00 | Zpráva | Skóre po poločasech: 22:23 |         |                 |  | Puskás Ferenc Stadion, Budapešť Rozhodčí: Wladyslaw Twardo (POL), Esko Koivunen (FIN) |
| 14. června 1955 22:00 | Zpráva | Robert Monclar 10          | Body    | Altan Dincer 15 |  | Puskás Ferenc Stadion, Budapešť Rozhodčí: Wladyslaw Twardo (POL), Esko Koivunen (FIN) |

| 16. června 1955 8:30 | Zpráva | Švédsko                    | 46 – 87 | Turecko      |  | Puskás Ferenc Stadion, Budapešť Rozhodčí: Miodrag Stefanovič (SRB), Ernst Kitzberger (AUT) |
| 16. června 1955 8:30 | Zpráva | Skóre po poločasech: 26:45 |         |              |  | Puskás Ferenc Stadion, Budapešť Rozhodčí: Miodrag Stefanovič (SRB), Ernst Kitzberger (AUT) |
| 16. června 1955 8:30 | Zpráva | Bo Widen 15                | Body    | Tunc Erim 18 |  | Puskás Ferenc Stadion, Budapešť Rozhodčí: Miodrag Stefanovič (SRB), Ernst Kitzberger (AUT) |

| 16. června 1955 11:30 | Zpráva | Lucembursko                | 30 – 84 | Francie         |  | Puskás Ferenc Stadion, Budapešť Rozhodčí: Vladimir Novotný (CZE), Dan Chiriac (ROU) |
| 16. června 1955 11:30 | Zpráva | Skóre po poločasech: 17:49 |         |                 |  | Puskás Ferenc Stadion, Budapešť Rozhodčí: Vladimir Novotný (CZE), Dan Chiriac (ROU) |
| 16. června 1955 11:30 | Zpráva | Fernand Wolter 9           | Body    | Henri Grange 25 |  | Puskás Ferenc Stadion, Budapešť Rozhodčí: Vladimir Novotný (CZE), Dan Chiriac (ROU) |

| 17. června 1955 10:00 | Zpráva | Dánsko                     | 26 – 96 | Francie         |  | Puskás Ferenc Stadion, Budapešť Rozhodčí: Emile Golay (SUI), Keith Mitchell (ENG) |
| 17. června 1955 10:00 | Zpráva | Skóre po poločasech: 11:43 |         |                 |  | Puskás Ferenc Stadion, Budapešť Rozhodčí: Emile Golay (SUI), Keith Mitchell (ENG) |
| 17. června 1955 10:00 | Zpráva | P. Hintz 6                 | Body    | Henri Grange 28 |  | Puskás Ferenc Stadion, Budapešť Rozhodčí: Emile Golay (SUI), Keith Mitchell (ENG) |

| 17. června 1955 8:30 | Zpráva | Švédsko                    | 59 – 65 | Lucembursko     |  | Puskás Ferenc Stadion, Budapešť Rozhodčí: Ferenc Velkei (HUN), Otto Seile (GER) |
| 17. června 1955 8:30 | Zpráva | Skóre po poločasech: 34:30 |         |                 |  | Puskás Ferenc Stadion, Budapešť Rozhodčí: Ferenc Velkei (HUN), Otto Seile (GER) |
| 17. června 1955 8:30 | Zpráva | Bo Widen 20                | Body    | John Kieffer 27 |  | Puskás Ferenc Stadion, Budapešť Rozhodčí: Ferenc Velkei (HUN), Otto Seile (GER) |

### O 9. - 12. místo
| 18. června 1955 11:00 | Zpráva | Francie                    | 103 – 55 | Anglie        |  | Puskás Ferenc Stadion, Budapešť Rozhodčí: Zoltan Csanyi(HUN) |
| 18. června 1955 11:00 | Zpráva | Skóre po poločasech: 43:24 |          |               |  | Puskás Ferenc Stadion, Budapešť Rozhodčí: Zoltan Csanyi(HUN) |
| 18. června 1955 11:00 | Zpráva | Robert Monclar 22          | Body     | Alan Bruce 23 |  | Puskás Ferenc Stadion, Budapešť Rozhodčí: Zoltan Csanyi(HUN) |

| 18. června 1955 11:30 | Zpráva | Finsko                     | 55 – 54 | Turecko         |  | Puskás Ferenc Stadion, Budapešť Rozhodčí: Vladimir Novotný (CZE), Tibor Lehoczki (HUN) |
| 18. června 1955 11:30 | Zpráva | Skóre po poločasech: 29:27 |         |                 |  | Puskás Ferenc Stadion, Budapešť Rozhodčí: Vladimir Novotný (CZE), Tibor Lehoczki (HUN) |
| 18. června 1955 11:30 | Zpráva | Raimo Lindholm 15          | Body    | Altan Dincer 18 |  | Puskás Ferenc Stadion, Budapešť Rozhodčí: Vladimir Novotný (CZE), Tibor Lehoczki (HUN) |

### O 9. místo
| 19. června 1955 12:30 | Zpráva | Finsko                     | 48 – 65 | Francie              |  | Puskás Ferenc Stadion, Budapešť Rozhodčí: Ferenc Velkei (HUN), Giordano Andri (ITA) |
| 19. června 1955 12:30 | Zpráva | Skóre po poločasech: 25:24 |         |                      |  | Puskás Ferenc Stadion, Budapešť Rozhodčí: Ferenc Velkei (HUN), Giordano Andri (ITA) |
| 19. června 1955 12:30 | Zpráva | Timo Lampen 13             | Body    | Jean-Paul Beugnot 20 |  | Puskás Ferenc Stadion, Budapešť Rozhodčí: Ferenc Velkei (HUN), Giordano Andri (ITA) |

### O 11. místo
| 19. června 1955 11:00 | Zpráva | Turecko                    | 77 – 54 | Anglie        |  | Puskás Ferenc Stadion, Budapešť Rozhodčí: Emile Golay (SUI), Czeslaw Czmoch (POL) |
| 19. června 1955 11:00 | Zpráva | Skóre po poločasech: 34:24 |         |               |  | Puskás Ferenc Stadion, Budapešť Rozhodčí: Emile Golay (SUI), Czeslaw Czmoch (POL) |
| 19. června 1955 11:00 | Zpráva | Altan Dincer 17            | Body    | Alan Bruce 20 |  | Puskás Ferenc Stadion, Budapešť Rozhodčí: Emile Golay (SUI), Czeslaw Czmoch (POL) |

### O 13. - 16. místo
| 18. června 1955 8:30 | Zpráva | Lucembursko                | 55 – 80 | Rakousko          |  | Puskás Ferenc Stadion, Budapešť Rozhodčí: Dan Chiriac (ROU) |
| 18. června 1955 8:30 | Zpráva | Skóre po poločasech: 23:40 |         |                   |  | Puskás Ferenc Stadion, Budapešť Rozhodčí: Dan Chiriac (ROU) |
| 18. června 1955 8:30 | Zpráva | Paul Kemp 14               | Body    | Karl Privoznik 40 |  | Puskás Ferenc Stadion, Budapešť Rozhodčí: Dan Chiriac (ROU) |

| 18. června 1955 10:00 | Zpráva | Švýcarsko                  | 54 – 43 | Švédsko          |  | Puskás Ferenc Stadion, Budapešť Rozhodčí: Wladyslaw Twardo (POL), Vahit Colakoglu (TUR) |
| 18. června 1955 10:00 | Zpráva | Skóre po poločasech: 26:31 |         |                  |  | Puskás Ferenc Stadion, Budapešť Rozhodčí: Wladyslaw Twardo (POL), Vahit Colakoglu (TUR) |
| 18. června 1955 10:00 | Zpráva | C. Lambrecht 10            | Body    | Staffan Widen 18 |  | Puskás Ferenc Stadion, Budapešť Rozhodčí: Wladyslaw Twardo (POL), Vahit Colakoglu (TUR) |

### O 13. místo
| 19. června 1955 9:30 | Zpráva | Rakousko                   | 52 – 47 | Švýcarsko             |  | Puskás Ferenc Stadion, Budapešť Rozhodčí: Wladyslaw Twardo (POL), Tibor Lehoczki (HUN) |
| 19. června 1955 9:30 | Zpráva | Skóre po poločasech: 23:19 |         |                       |  | Puskás Ferenc Stadion, Budapešť Rozhodčí: Wladyslaw Twardo (POL), Tibor Lehoczki (HUN) |
| 19. června 1955 9:30 | Zpráva | Karl Privoznik 21          | Body    | Jean-Pierre Voisin 14 |  | Puskás Ferenc Stadion, Budapešť Rozhodčí: Wladyslaw Twardo (POL), Tibor Lehoczki (HUN) |

### O 15. místo
| 19. června 1955 8:00 | Zpráva | Lucembursko                | 56 – 52 | Švédsko     |  | Puskás Ferenc Stadion, Budapešť Rozhodčí: Constantin Armasescu (ROU), Vahit Colakoglu (TUR) |
| 19. června 1955 8:00 | Zpráva | Skóre po poločasech: 29:30 |         |             |  | Puskás Ferenc Stadion, Budapešť Rozhodčí: Constantin Armasescu (ROU), Vahit Colakoglu (TUR) |
| 19. června 1955 8:00 | Zpráva | John Kieffer 24            | Body    | Bo Widen 21 |  | Puskás Ferenc Stadion, Budapešť Rozhodčí: Constantin Armasescu (ROU), Vahit Colakoglu (TUR) |

### O 17. místo
| 18. června 1955 9:30 | Zpráva | SRN                        | 51 – 49 | Dánsko                  |  | Puskás Ferenc Stadion, Budapešť Rozhodčí: Branimir Volfer (CRO), Ali Strunke (SWE) |
| 18. června 1955 9:30 | Zpráva | Skóre po poločasech: 23:30 |         |                         |  | Puskás Ferenc Stadion, Budapešť Rozhodčí: Branimir Volfer (CRO), Ali Strunke (SWE) |
| 18. června 1955 9:30 | Zpráva | Harold Muller 9            | Body    | Torben Starup-Hansen 28 |  | Puskás Ferenc Stadion, Budapešť Rozhodčí: Branimir Volfer (CRO), Ali Strunke (SWE) |

## Soupisky
1.  Maďarsko 
| - László Bánhegyi - Tibor Czinkán - Tibor Mezőfi - László Hódi | - Péter Papp - János Greminger - Tibor Zsíros - Pál Bogár | - János Simon - János Bencze - Tibor Cselkó | - László Tóth - János Dallos - János Hódi |

- Trenér: János Páder

2.  Československo 
| - Jiří Baumruk - Zdeněk Bobrovský - Eugen Horniak - Lubomír Kolář | - Jan Kozák - Boris Lukášik - Jiří Matoušek - Milan Merkl | - Ivan Mrázek - Zdeněk Rylich - Radoslav Sís | - Jaroslav Šíp - Miroslav Škeřík - Jaroslav Tetiva |

- Trenér: Josef Fleischlinger

3.  SSSR 
| - Viktor Vlasov - Lev Rešetnikov - Gunārs Siliņš - Stanislovas Stonkus | - Kazimieras Petkevičius - Arkadij Bočkarjov - Anatolij Koněv - Otar Korkia | - Algirdas Lauritėnas - Jurij Ozerov - Alexandr Mojsejev | - Mart Laga - Vladimir Torban - Michail Semjonov |

- Trenér: Konstantin Travin

4.  Bulharsko 
| - Vasil Mančenko - Vladimir Gančev - Ilija Mirčev - Todor Rajkov | - Genčo Raškov - Anton Kuzov - Georgij Panov - Konstantin Totev | - Cvjatko Barchovski - Ljubomir Panov - Metodi Tomovski | - K. Bobev - Viktor Radev - Emanuil Gjaurov |

- Trenér: Božidar Takev

5.  Polsko
| - Leszek Kamiński - Witold Zagórski - Wincent Wawro - Jerzy Sterenga | - Mieczysław Fęglerski - Jerzy Młynarczyk - Bogdan Przywarski - Sławomir Złotkiewicz | - Jędrzej Bednarowicz - Stefan Wójcik - Andrzej Nartowski | - Tadeusz Pacuła - Władysław Pawlak - Ryszard Olszewski |

- Trenér: Władysław Maleszewski

6.  Itálie
| - Giordano Damiani - Adelino Cappelletti - Vinicio Nesti - Adelino Costanzo | - Alberto Margheritini - Sandro Gamba - Silvio Lucev | - Alessandro Riminucci - Elvio Bizzaro - Germano Gambini | - Stelio Posar - Gianfranco Sardagna - Sergio Macoratti |

- Trenér: Jim McGregor

7.  Rumunsko 
| - E. Ganea - R. Popovici - Mihai Nedef - Andrei Folbert | - Emanoil Răducanu - Dan Niculescu - Emil Niculescu | - Alexandru Fodor - Mihai Erdogh - Liviu Nagy | - Vasile Kadar - C. Cojocaru - Marian Spiridon |

- Trenér: Vasile Popescu

8.  Jugoslávie 
| - Bogdan Muller - Milutin Minja - Milan Bjegojević | - Ðorđe Andrijašević - Ladislav Demšar - Obren Popović | - Ðorđe Konjović - Jože Zupančič - Aleksandar Blašković | - Ljubomir Katić - Vilmos Lóczi - Borislav Ćurčić |

- Trenér: Aleksandar Nikolić

9.  Francie 
| - Gérard Pontais - Bernard Planque - Robert Monclar - Jacques Freimuller | - Jean Perniceni - Henri Rey - Jacques Owen - Henri Grange | - Maurice Marcelot - André Buffière - André Vacheresse | - Jean-Paul Beugnot - Louis Bertorelle - Robert Giraud |

- Trenér: Robert Busnel

10.  Finsko 
| - Timo Lampen - Raine Nuutinen - Raimo Lindholm - Timo Suviranta | - Kalevi Heinänen - Oiva Virtanen - Eero Salonen | - Kalevi Sylander - Taisto Ravantti - Seppo Kuusela | - Asko Jokinen - Pertti Mutru - Kalevi Tuominen |

- Trenér: Eino Ojanen

11.  Turecko 
| - Yüksel Böke - Yalçın Granit - Cahit Tanık - Turhan Tezol | - Tunç Erim - Yalçın Okaya - Sadi Gülçelik - Mehmet Ali Yalım | - Erdoğan Karabelen - Altan Dinçer - Üner Erimer | - Şinasi Ertan - Yavuz Türkoğlu - Yüksel Alkan |

12.  Anglie
| - Alan Hoy - Colin Wedge - Alan Bruce - Maurice Smith | - Keith Ledbrook - Arthur Cladingboel - Reg Fearn - Gordon Cook | - Michael Roblou - Ronald Rix - William James | - Dennis Wilkinson - Wilf Byrne - Ugo Agnelli |

13.  Rakousko 
| - Günter Brousek - Karl Hackl - Franz Gebhardt - Oskar Döppes | - Ewald Polansky - Helmut Schmidt - Karl Thiering - Helmut Schürer | - ? Baczinsky - Johann Karall - Karl Machek | - Peter Večerník - Karl Přívozník - Alfred Probst |

- Trenér: Janos Gerdov

14.  Švýcarsko 
| - C. Lambrecht - Pierre Albrecht - Jacques Redard - Michel Currat | - Henri Baumann - V. Bally - Marc Bossy - Gerald Cottier | - René Chiappino - M. Etter - C. Sevelley | - Jean-Pierre Voisin - P. Worte - M. Robert |

15.  Lucembursko 
| - Pierre Steinmetz - Mathias Birel - Fernand Wolter | - Joseph Lettal - Paul Kemp - Fernand Schmalen | - John Kieffer - Marcel Simon - Florent Lickes | - Gust Scharlé - Albert Meyers - Jean Christophory |

- Trenér: Pierre Kelsen

16.  Švédsko
| - Staffan Widén - Bo Widén - Örjan Widén - Jan Holmberg | - Alvin Törnblom - Lars Helgöstam - Sture Herrman - Per-Åke Hallberg | - Palle Cardell - Nils af Trolle - Erik Gustavsson | - Jan Oldenmark - Anders Renner - Gustaf Ragge |

- Trenér: Lars-Åke Nilsson

17.  SRN
| - K. Pfeiffer - Lothar Waldowski - R. Vogt - Rudolf Beyerlein | - E. Friebel - Kurt Siebenhaar - Theodor Schober | - Oskar Roth - Arthur Stolz - U. Schmitt | - Harald Müller - Richard Griese - K. Brehm |

- Trenér: Anton Kartak

18.  Dánsko
| - Kaj Søgaard - Erik Korsbjerg - Peter Tantholdt | - Pierre Meilsej - A. Lillelund - Ivan Rasmussen | - Ove Nielsen - Torben Starup-Hansen - P. Hintz | - T. Malmqvist - Willi Mouritsen - S. Sparre |

## Konečné pořadí
| Pořadí           | Tým            | Z  | V | P | Skóre   | B  |
| ---------------- | -------------- | -- | - | - | ------- | -- |
| Zlatá medaile    | Maďarsko       | 10 | 9 | 1 | 749:598 | 19 |
| Stříbrná medaile | Československo | 10 | 8 | 2 | 819:609 | 18 |
| Bronzová medaile | SSSR           | 11 | 9 | 2 | 910:646 | 20 |
| 4.               | Bulharsko      | 10 | 6 | 4 | 755:625 | 16 |
| 5.               | Polsko         | 11 | 7 | 4 | 807:729 | 18 |
| 6.               | Itálie         | 10 | 4 | 6 | 666:707 | 16 |
| 7.               | Rumunsko       | 11 | 5 | 6 | 753:726 | 16 |
| 8.               | Jugoslávie     | 11 | 4 | 7 | 667:705 | 15 |
| 9.               | Francie        | 10 | 7 | 3 | 727:452 | 17 |
| 10.              | Finsko         | 9  | 5 | 4 | 565:587 | 14 |
| 11.              | Turecko        | 9  | 5 | 4 | 611:515 | 14 |
| 12.              | Anglie         | 10 | 2 | 8 | 524:846 | 12 |
| 13.              | Rakousko       | 10 | 5 | 5 | 568:567 | 10 |
| 14.              | Švýcarsko      | 10 | 5 | 5 | 528:546 | 15 |
| 15.              | Lucembursko    | 10 | 3 | 7 | 490:676 | 13 |
| 16.              | Švédsko        | 10 | 2 | 8 | 476:701 | 12 |
| 17.              | SRN            | 8  | 3 | 5 | 418:491 | 11 |
| 18.              | Dánsko         | 8  | 0 | 8 | 277:585 | 8  |